# جان آدامز ویکهام
جان آدامز ویکهام (انگلیسی: John A. Wickham Jr.; ۲۵ ژوئن ۱۹۲۸ – ۱۱ مهٔ ۲۰۲۴) ژنرال نیروی زمینی ایالات متحده آمریکا بود، که در فاصله سال‌های ۱۹۸۳ تا ۱۹۸۷ به‌عنوان ۳۰مین رئیس ستاد نیروی زمینی ایالات متحده آمریکا فعالیت می‌کرد.
ویکهام فعالیت نظامی را از سال ۱۹۵۰ در نیروی زمینی آمریکا آغاز کرد، از ۱۹۷۴ تا ۱۹۷۶ فرمانده لشکر ۳ پیاده بود و از ۱۹۷۶ تا ۱۹۷۸ فرماندهی لشکر ۱۰۱ هوابرد را برعهده داشت.
وی از ۱۹۷۸ تا ۱۹۷۹ مدیر ستاد مشترک نیروهای مسلح آمریکا بود، از ۱۹۷۹ تا ۱۹۸۰ به‌عنوان فرمانده ارتش هشتم ایالات متحده آمریکا فعالیت می‌کرد، در فاصله سال‌های ۱۹۸۰ تا ۱۹۸۲ فرماندهی نیروهای کره ایالات متحده برعهده داشت و از ۱۹۸۲ تا ۱۹۸۳ جانشین فرمانده نیروی زمینی آمریکا بود.